# Ringendorf
Ne doit pas être confondu avec Ringeldorf.
Ringendorf [ʁiŋ(ɡ)əndɔʁf] est une commune française située dans la circonscription administrative du Bas-Rhin et, depuis le 1er janvier 2021, dans le territoire de la Collectivité européenne d'Alsace, en région Grand Est.
Cette commune se trouve dans la région historique et culturelle d'Alsace.

## Géographie

### Localisation
La commune est à 1,5 km de Buswiller et Issenhausen, et 2,3 de Etendorf et Lixhausen.

### Communes limitrophes
| Obermodern-Zutzendorf | Buswiller  |           |
| Kirrwiller            | Ringendorf | Ettendorf |
| Issenhausen           | Lixhausen  |           |

### Sismicité
Commune située dans une zone 3 de sismicité modérée.

### Géologie et relief
Hydrogéologie et climatologie
Système d’information pour la gestion des eaux souterraines du bassin Rhin-Meuse]
Territoire communal : Occupation du sol (Corinne Land Cover); Cours d'eau (BD Carthage),
Géologie : Carte géologique; Coupes géologiques et techniques,
Hydrogéologie : Masses d'eau souterraine; BD Lisa; Cartes piézométriques.

### Hydrographie
La commune est dans le bassin versant du Rhin au sein du bassin Rhin-Meuse. Elle n'est drainée par aucun cours d'eau,.

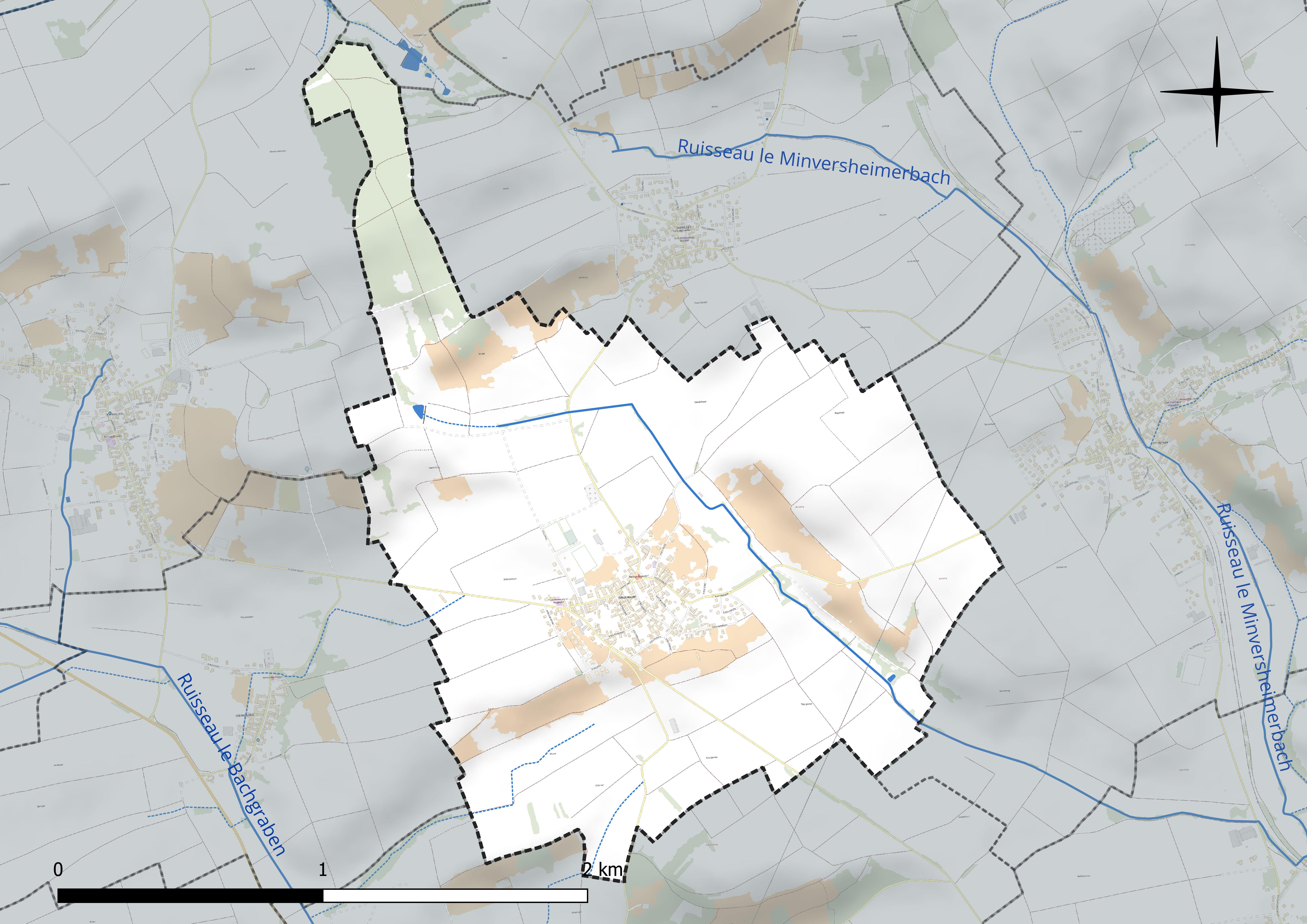
Réseau hydrographique de Ringendorf.

### Climat
Pour des articles plus généraux, voir Climat du Grand Est et Climat du Bas-Rhin.
En 2010, le climat de la commune est de type climat des marges montargnardes, selon une étude du Centre national de la recherche scientifique s'appuyant sur une série de données couvrant la période 1971-2000. En 2020, Météo-France publie une typologie des climats de la France métropolitaine dans laquelle la commune est exposée à un climat semi-continental et est dans la région climatique  Vosges, caractérisée par une pluviométrie très élevée (1 500 à 2 000 mm/an) en toutes saisons et un hiver rude (moins de 1 °C). 
Pour la période 1971-2000, la température annuelle moyenne est de 10,3 °C, avec une amplitude thermique annuelle de 17,7 °C. Le cumul annuel moyen de précipitations est de 834 mm, avec 10,1 jours de précipitations en janvier et 10,3 jours en juillet. Pour la période 1991-2020, la température moyenne annuelle observée sur la station météorologique de Météo-France la plus proche, « Uhrwiller_sapc », sur la commune de Uhrwiller à 8 km à vol d'oiseau, est de 10,9 °C et le cumul annuel moyen de précipitations est de 740,0 mm. 
La température maximale relevée sur cette station est de 38,7 °C, atteinte le 7 août 2015 ; la température minimale est de −18 °C, atteinte le 20 décembre 2009,,. 
Les paramètres climatiques de la commune ont été estimés pour le milieu du siècle (2041-2070) selon différents scénarios d'émission de gaz à effet de serre à partir des nouvelles projections climatiques de référence DRIAS-2020. Ils sont consultables sur un site dédié publié par Météo-France en novembre 2022.

## Urbanisme

### Typologie
Au 1er janvier 2024, Ringendorf est catégorisée commune rurale à habitat dispersé, selon la nouvelle grille communale de densité à sept niveaux définie par l'Insee en 2022.
Elle est située hors unité urbaine. Par ailleurs la commune fait partie de l'aire d'attraction de Strasbourg (partie française), dont elle est une commune de la couronne,. Cette aire, qui regroupe 268 communes, est catégorisée dans les aires de 700 000 habitants ou plus (hors Paris),.

### Occupation des sols
L'occupation des sols de la commune, telle qu'elle ressort de la base de données européenne d’occupation biophysique des sols Corine Land Cover (CLC), est marquée par l'importance des territoires agricoles (85,3 % en 2018), en diminution par rapport à 1990 (92,1 %). La répartition détaillée en 2018 est la suivante : 
terres arables (70 %), cultures permanentes (13,4 %), forêts (7,9 %), zones urbanisées (6,7 %), zones agricoles hétérogènes (1,9 %), prairies (0,1 %). L'évolution de l’occupation des sols de la commune et de ses infrastructures peut être observée sur les différentes représentations cartographiques du territoire : la carte de Cassini (XVIIIe siècle), la carte d'état-major (1820-1866) et les cartes ou photos aériennes de l'IGN pour la période actuelle (1950 à aujourd'hui),.

### Voies de communications et transports

#### Voies routières
- Autoroute A4, aussi appelée autoroute de l’Est : Échangeurs Hochfelden, Saverne, Vendenheim.
- Autoroute A340 : Sorties Brumath - Mommenheim, Haguenau, Wahlenheim.
- Autoroute A35, aussi appelée autoroute des cigognes ou l'Alsacienne : Échangeurs Hoerdt, La Wantzenau.

#### Transports en commun

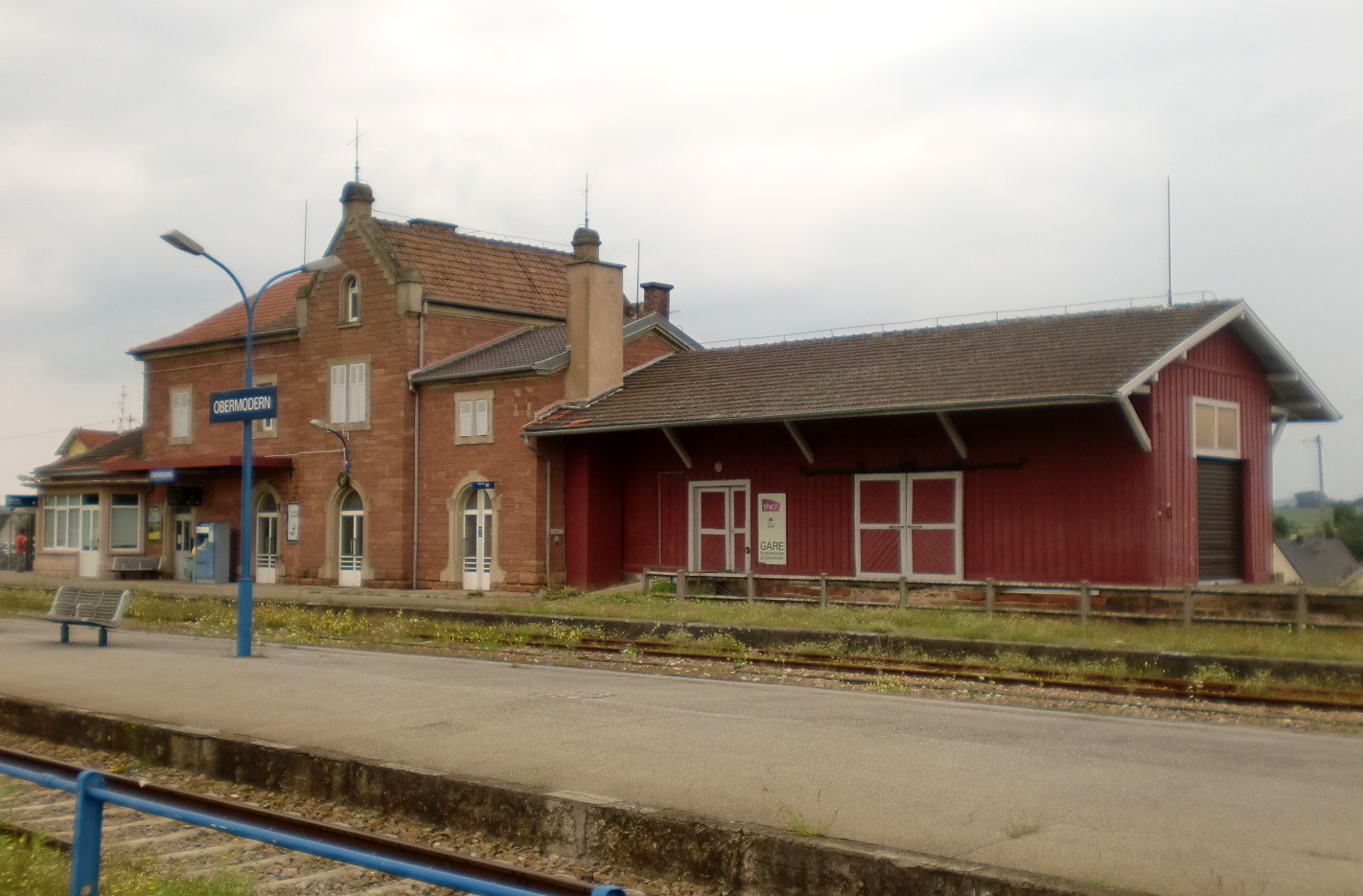
Gare d'Obermodern.

- Fluo Grand Est.
- Transports en Alsace.

#### Lignes SNCF
- Gare d'Obermodern
- Gare de Hochfelden
- Gare de Schwindratzheim
- Gare de Wilwisheim
- Gare de Mommenheim

### Intercommunalité
Commune membre de la Communauté de communes de Hanau-La Petite Pierre .

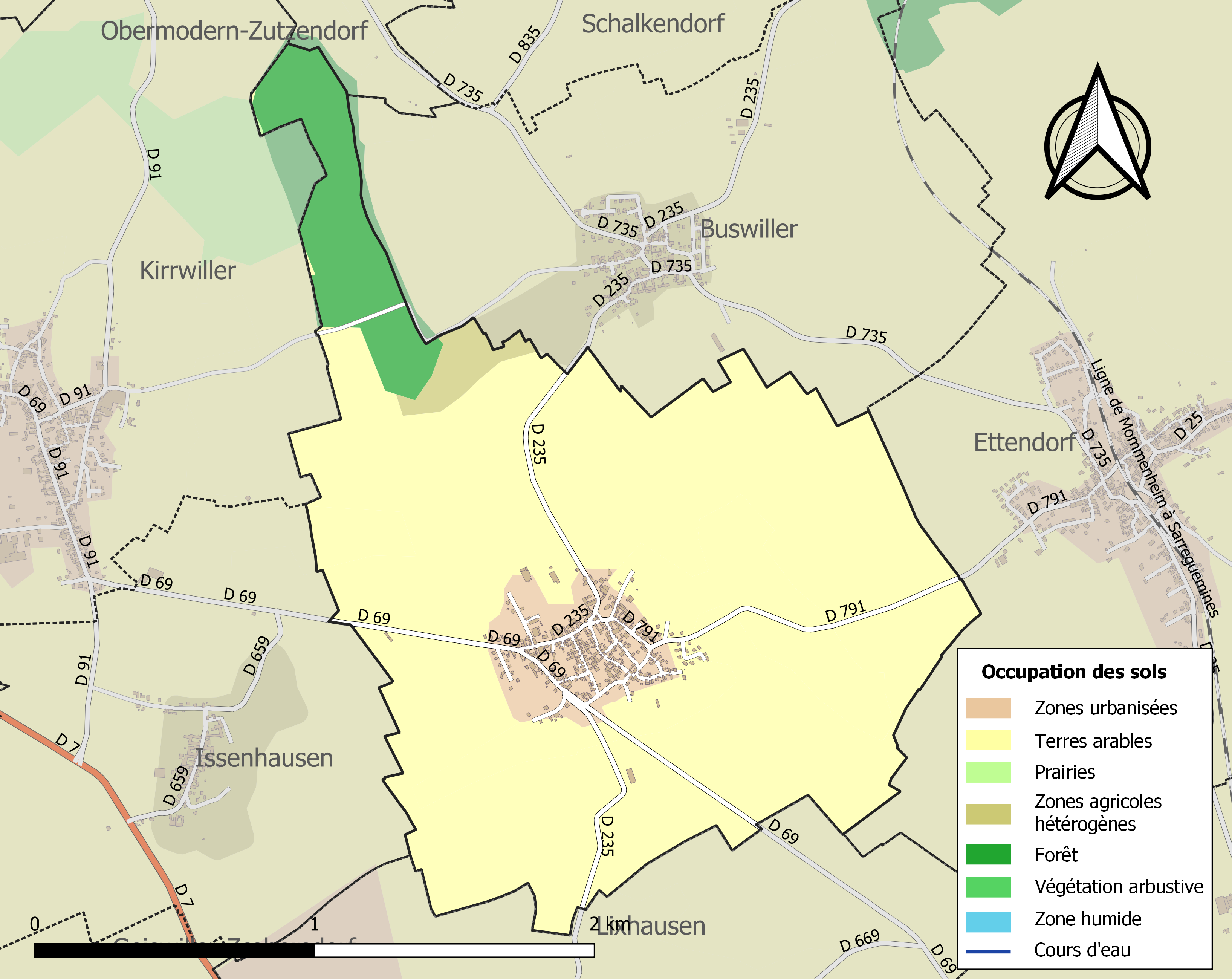
Carte des infrastructures et de l'occupation des sols de la commune en 2018 (CLC).

## Toponymie
- Ringinheim (855), Ringendorf (1365).
- Ríngedorf en alsacien.

## Histoire
En 855, Ringendorf appartient au royaume de Lothaire Ier, à l’abbaye de Wissembourg puis à celle de Honau, en 884, de Sturtzelbronn en 1178, aux Langraves de Werde, aux  Lichtenberg en 1480. L'église de Saint-Barthélémy  (et Hilda de Whitby), datant du XIIIe siècle, devient luthérienne en 1545, sous le comte Philippe IV de Hanau-Lichtenberg, devenant filiale de Kirrwiller. La révolution du Bundschuh (1493-1525), entraine le retour des Hesse-Darmstadt en 1736. En juillet 1633, pendant la guerre de Trente Ans (1618-1648), s'opposent les Suédois, du prince de Birkenfeld , aux Lorrains, du duc Charles IV allié de Ferdinand II. Des familles juives s’installent dans le village et édifient une synagogue en 1805.

## Politique et administration
| Période                                  | Période                   | Identité                                       | Étiquette | Qualité |
| ---------------------------------------- | ------------------------- | ---------------------------------------------- | --------- | ------- |
| Les données manquantes sont à compléter. |                           |                                                |           |         |
| mars 2014                                | En cours (au 31 mai 2020) | Pascal Herrmann Réélu pour le mandat 2020-2026 |           |         |

### Budget et fiscalité 2022

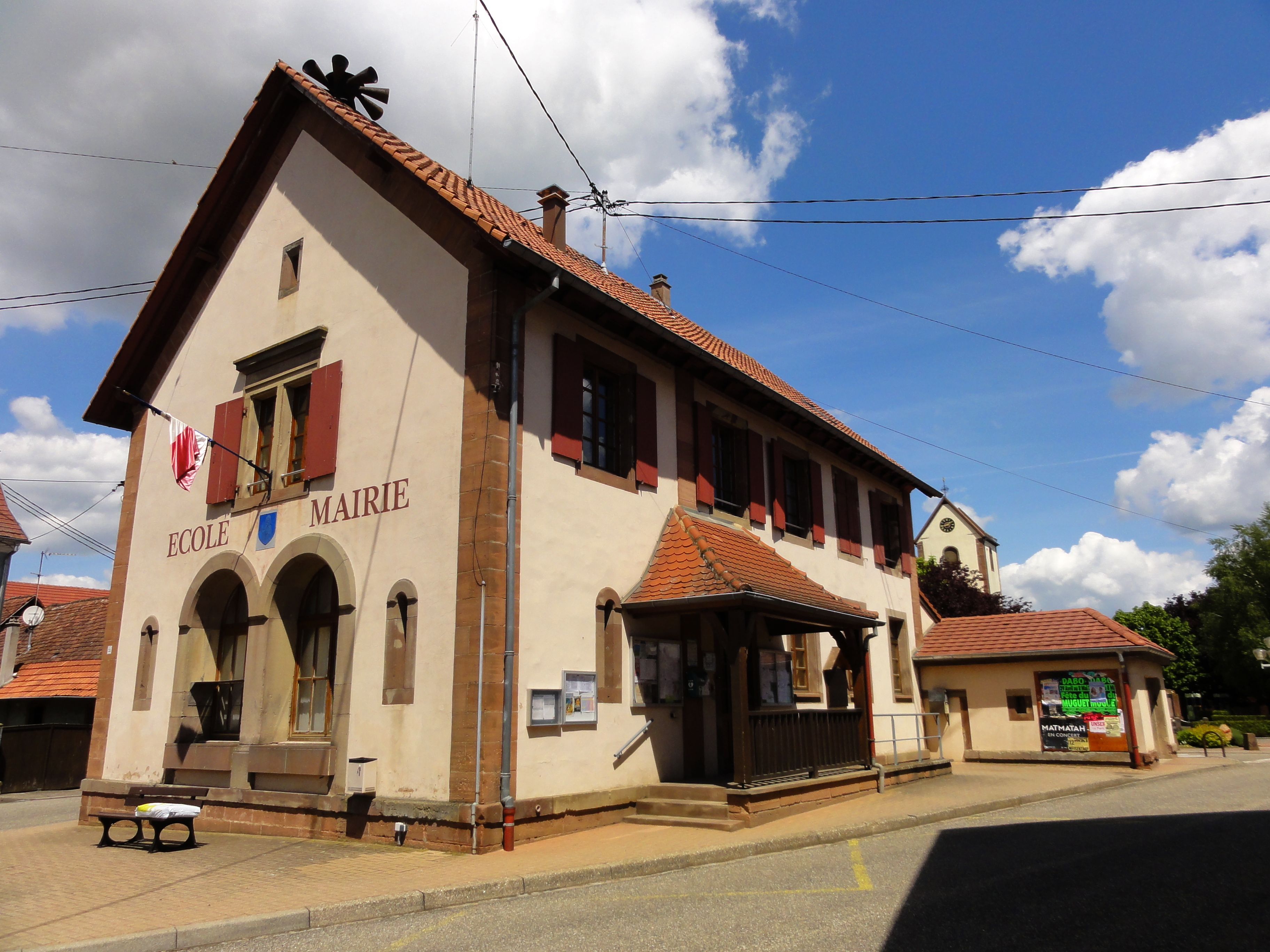
Mairie de Ringendorf.

En 2022, le budget de la commune était constitué ainsi :
- total des produits de fonctionnement : 403 000 €, soit 896 € par habitant ;
- total des charges de fonctionnement : 261 000 €, soit 581 € par habitant ;
- total des ressources d'investissement : 98 000 €, soit 219 € par habitant ;
- total des emplois d'investissement : 85 000 €, soit 18+ € par habitant ;
- endettement : 230 000 €, soit 511 € par habitant.

Avec les taux de fiscalité suivants :
- taxe d'habitation : 16,52 % ;
- taxe foncière sur les propriétés bâties : 31,14 % ;
- taxe foncière sur les propriétés non bâties : 76,64 % ;
- taxe additionnelle à la taxe foncière sur les propriétés non bâties : 0,00 % ;
- cotisation foncière des entreprises : 0,00 %.

Chiffres clés Revenus et pauvreté des ménages en 2020 : médiane en 2020 du revenu disponible, par unité de consommation : 28 180 €.

## Économie

### Entreprises et commerces

#### Agriculture
- Culture de céréales, de légumineuses et de graines oléagineuses.
- Culture et élevage associés.
- Élevage d'autres animaux

#### Tourisme
- Hébergements et restauration à Ringendorf, Ettendorf, Kirwiller, Schalkendorf, Obermodern.

#### Commerces
- Commerces et services de proximité.

## Population et société

### Démographie

#### Évolution démographique
L'évolution du nombre d'habitants est connue à travers les recensements de la population effectués dans la commune depuis 1793. Pour les communes de moins de 10 000 habitants, une enquête de recensement portant sur toute la population est réalisée tous les cinq ans, les populations de référence des années intermédiaires étant quant à elles estimées par interpolation ou extrapolation. Pour la commune, le premier recensement exhaustif entrant dans le cadre du nouveau dispositif a été réalisé en 2008.

En 2022, la commune comptait 464 habitants, en évolution de +5,45 % par rapport à 2016 (Bas-Rhin : +3,17 %, France hors Mayotte : +2,11 %).
| 1793 | 1800 | 1806 | 1821 | 1831 | 1836 | 1841 | 1846 | 1851 |
| ---- | ---- | ---- | ---- | ---- | ---- | ---- | ---- | ---- |
| 370  | 415  | 450  | 545  | 584  | 575  | 560  | 554  | 578  |

| 1856 | 1861 | 1866 | 1871 | 1875 | 1880 | 1885 | 1890 | 1895 |
| ---- | ---- | ---- | ---- | ---- | ---- | ---- | ---- | ---- |
| 573  | 566  | 583  | 584  | 562  | 547  | 586  | 569  | 582  |

| 1900 | 1905 | 1910 | 1921 | 1926 | 1931 | 1936 | 1946 | 1954 |
| ---- | ---- | ---- | ---- | ---- | ---- | ---- | ---- | ---- |
| 576  | 556  | 555  | 501  | 472  | 449  | 419  | 442  | 402  |

| 1962 | 1968 | 1975 | 1982 | 1990 | 1999 | 2006 | 2008 | 2013 |
| ---- | ---- | ---- | ---- | ---- | ---- | ---- | ---- | ---- |
| 381  | 351  | 329  | 313  | 309  | 359  | 407  | 421  | 445  |

| 2018 | 2022 | - | - | - | - | - | - | - |
| ---- | ---- | - | - | - | - | - | - | - |
| 435  | 464  | - | - | - | - | - | - | - |

### Enseignement
Établissements d'enseignements :
- École maternelle et primaire.
- Collèges à Hochfelden, Bouxwiller, Val-de-Moder, Dettwiller, Ingwiller .
- Lycées à Bouxwiller, Haguenau, Saverne.

### Santé
Professionnels et établissements de santé :
- Médecins[28].
- Pharmacies.
- Hôpitaux.

### Cultes
- Culte catholique, Communauté de Paroisses Catholiques du Bastberg et du Pays de La Petite Pierre. Zone pastorale de Saverne[29], Diocèse de Strasbourg.
- Culte protestant[30].

## Culture locale et patrimoine

### Lieux et monuments

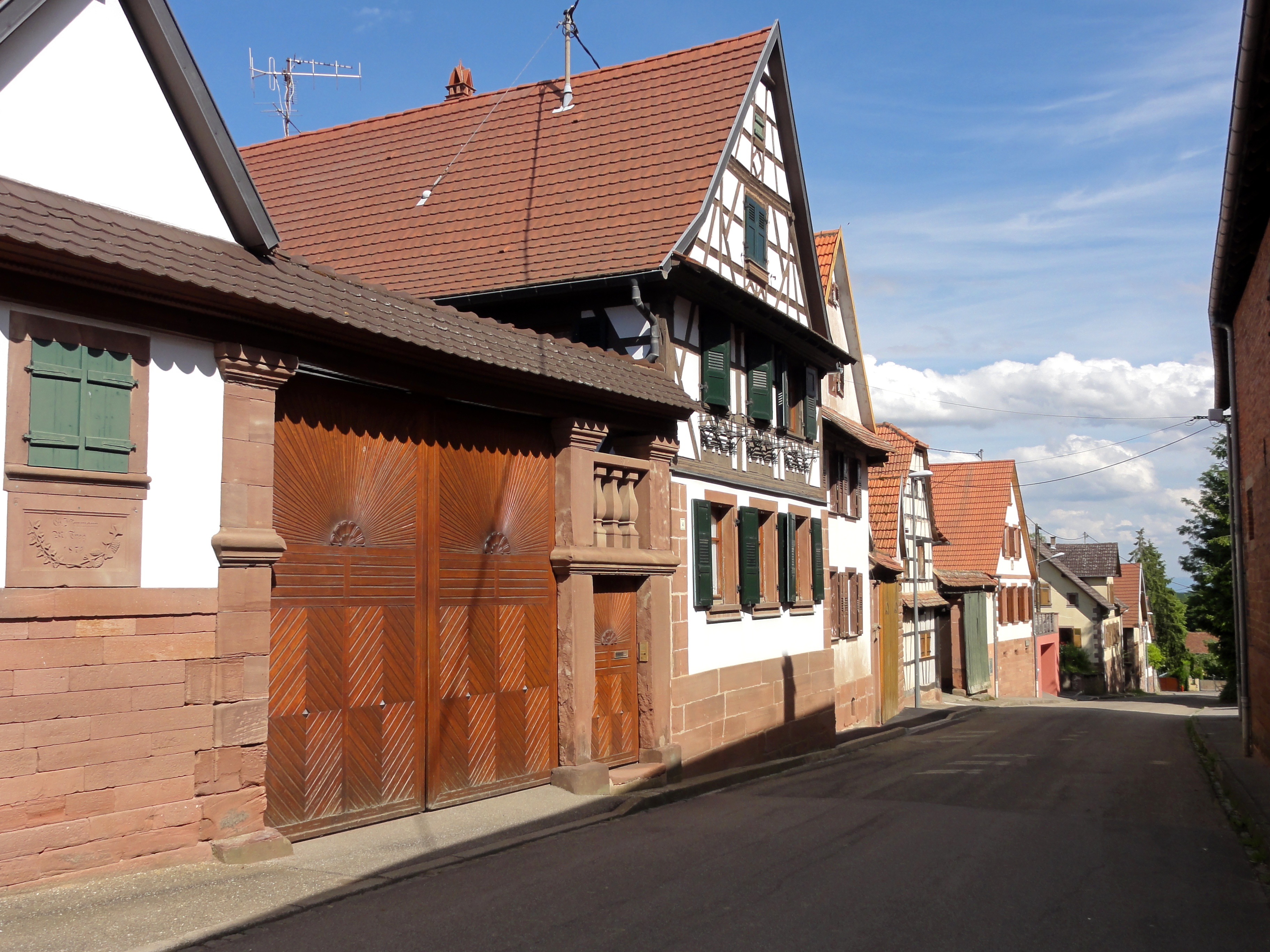
Rue Principale.
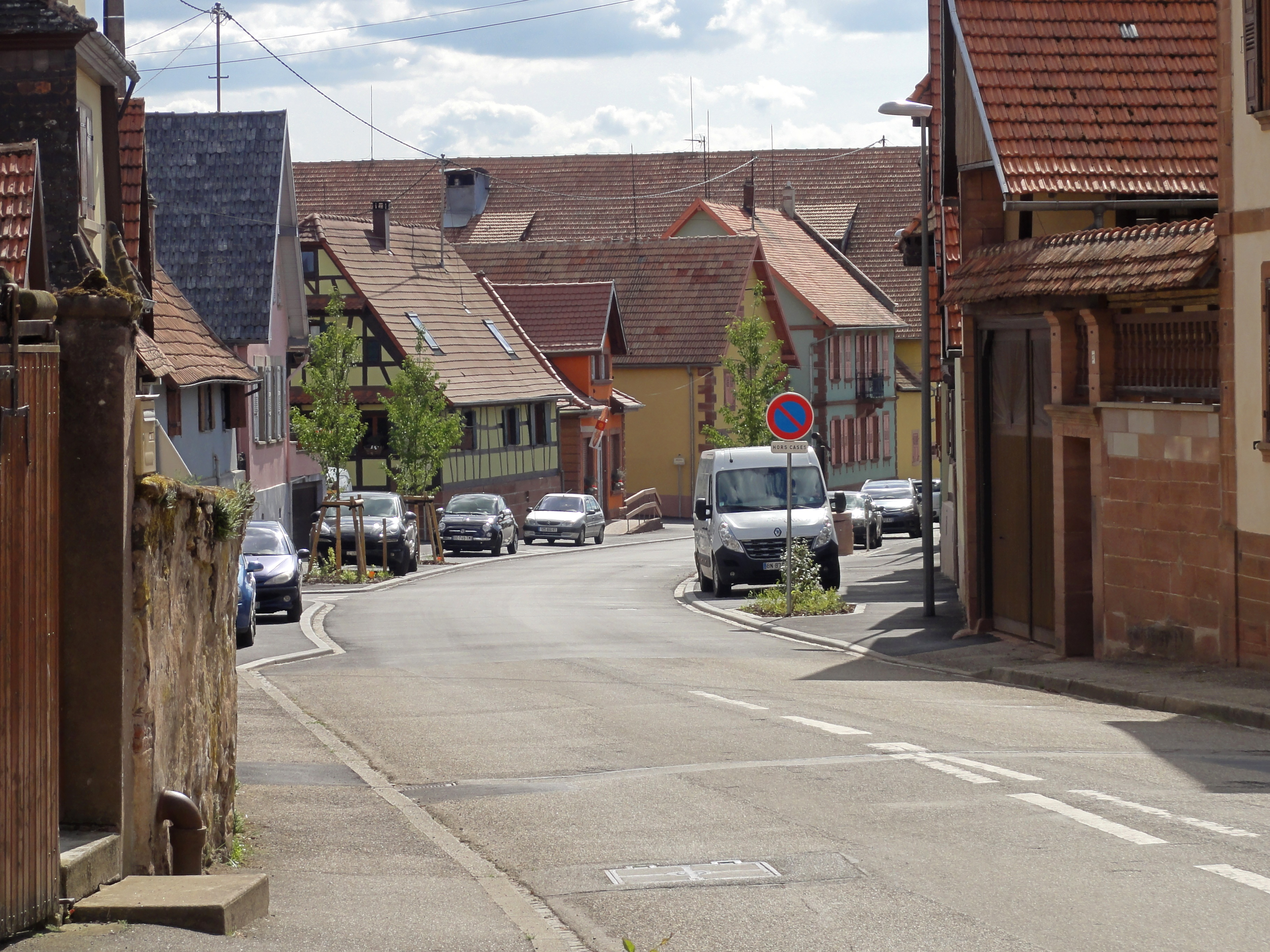
Rue Principale.
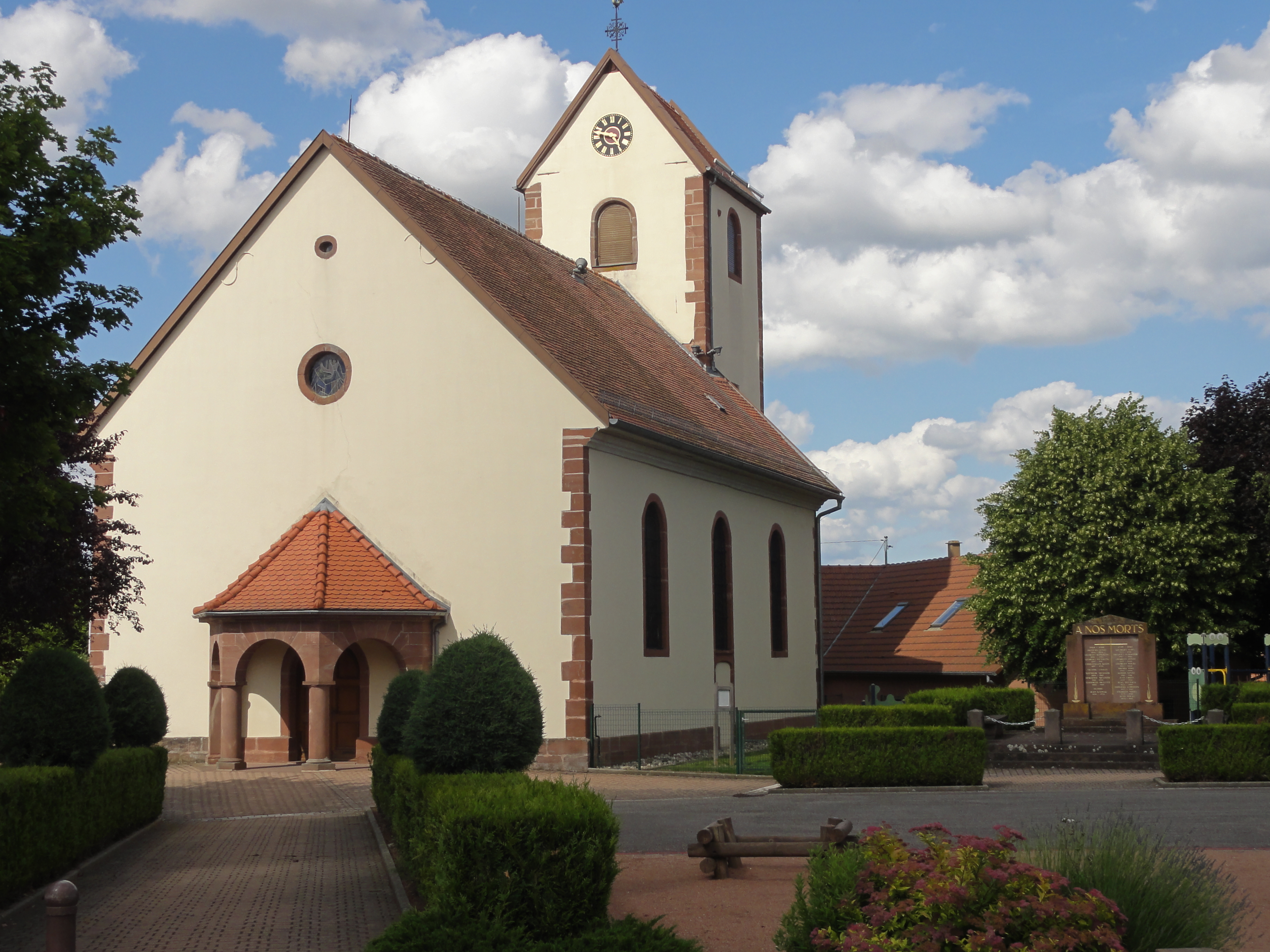
Église protestante.
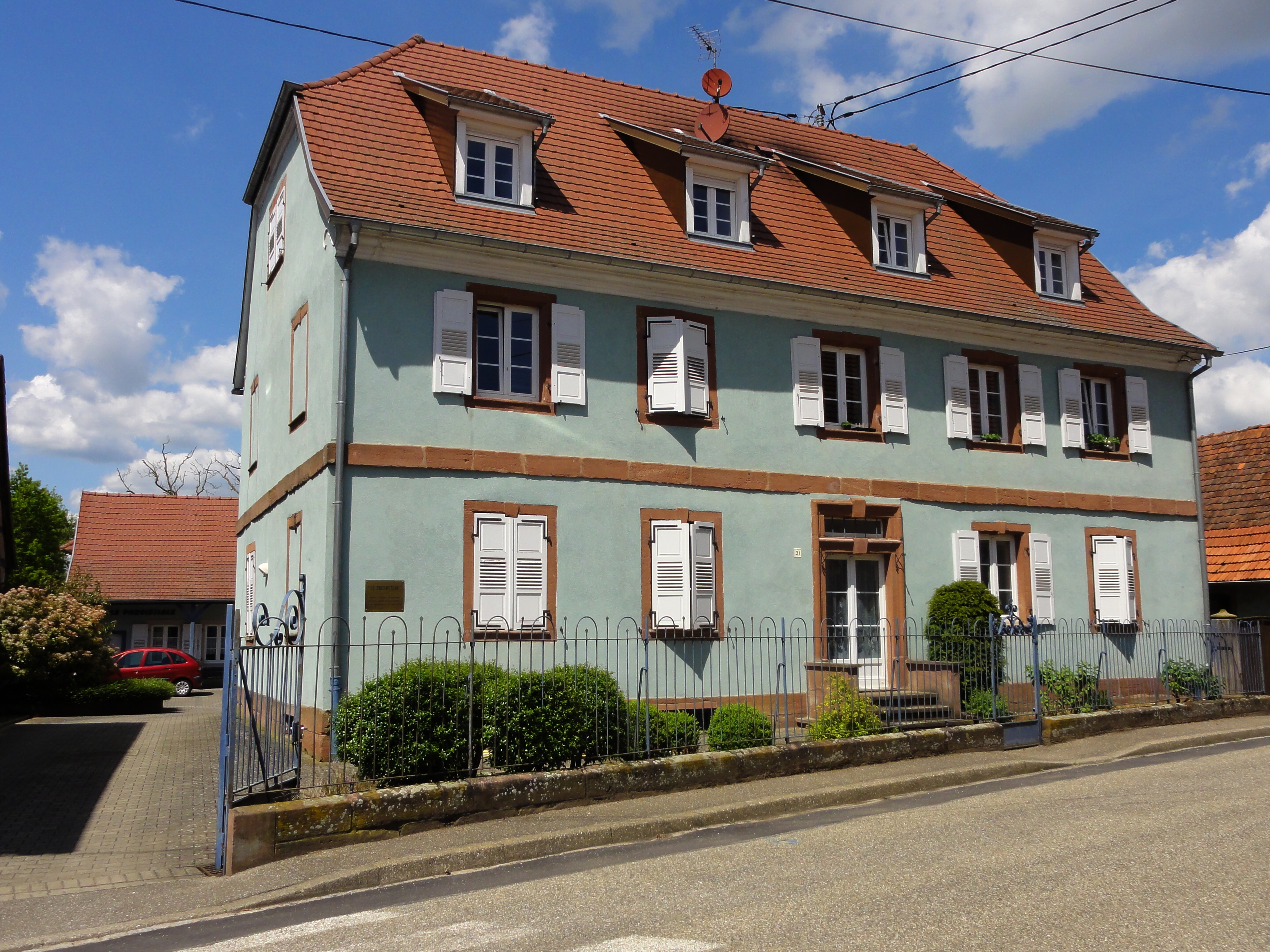
Presbytère protestant (XVIIIe-XIXe).
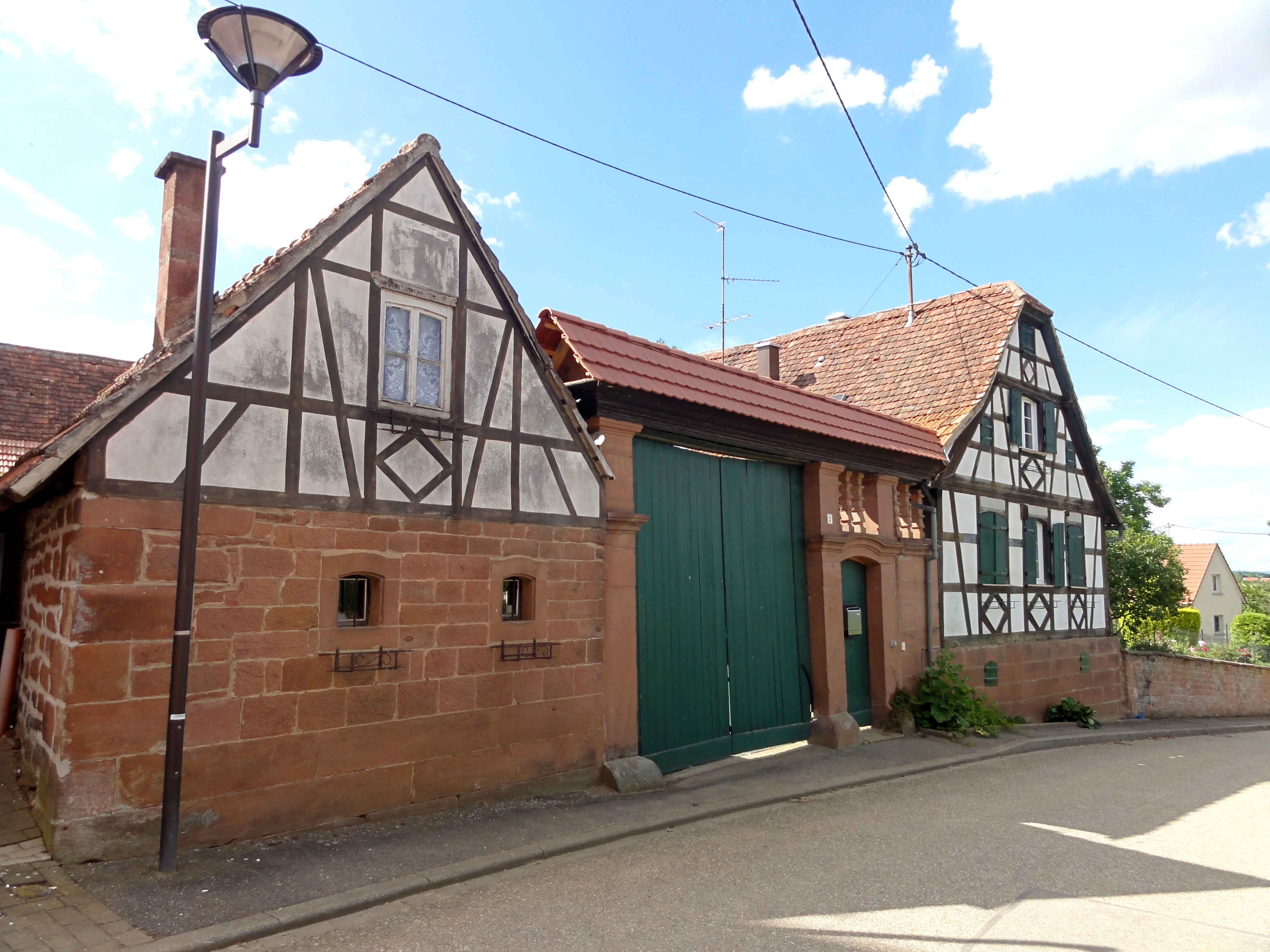
Ferme (XIXe), 2 rue de l'Église.
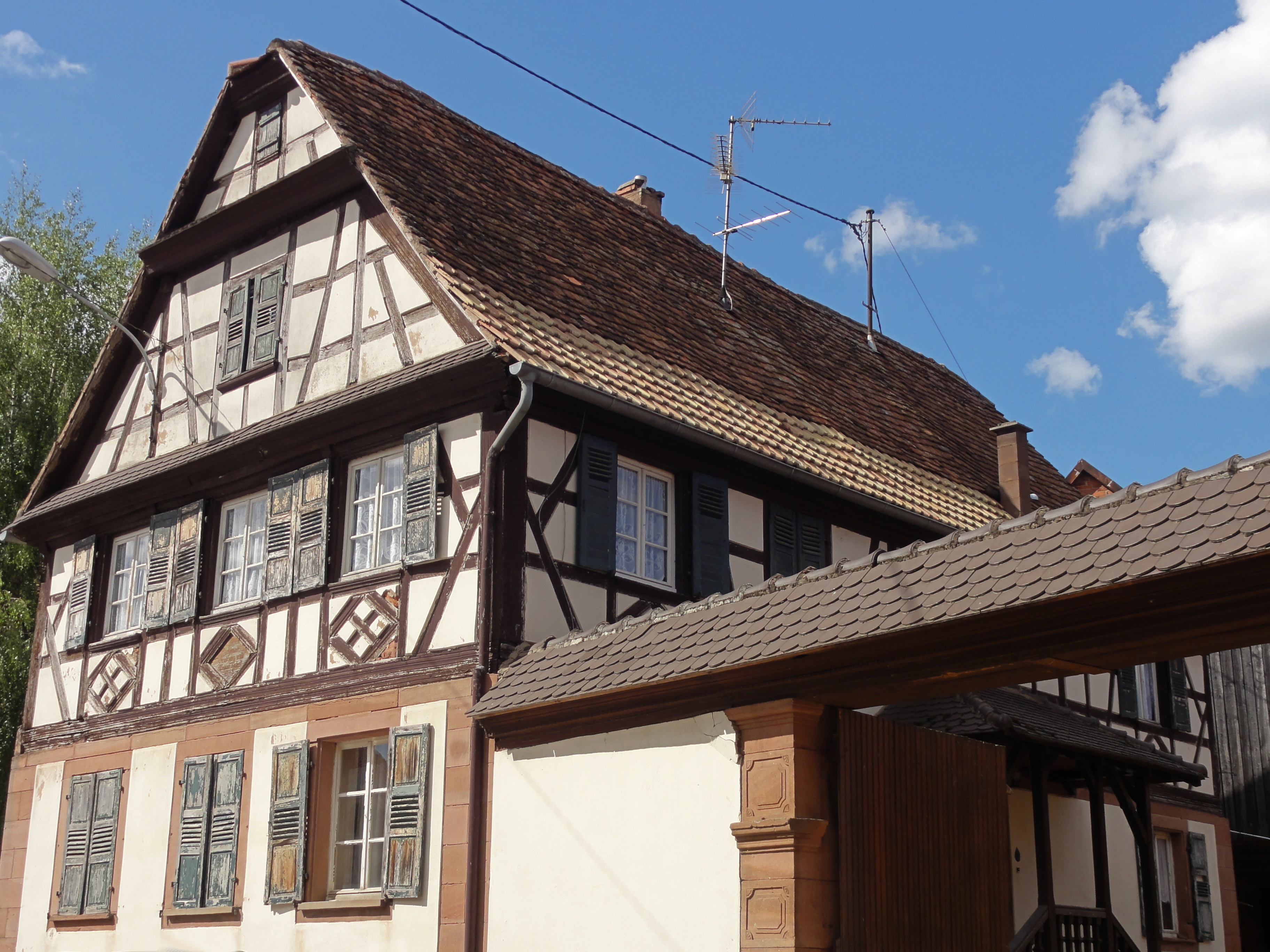
Ferme (1848), 3 rue Principale.

- Église Saint-Barthélemy, église luthérienne (XIIIe-XVIIIe)[31],[32].

Orgue de 1863,.
- Presbytère protestant (XVIIIe-XIXe)[35].
- Fragments sculptés provenant du château de Bouxwiller, encastré dans un mur de jardin[36],[37].
- Il y avait à Ringendorf une synagogue[38],[39] qui a été détruite dans les années 1990[40],[41].
- Patrimoine architectural rural recensé par le service régional de l'Inventaire général du patrimoine culturel[42] :

Fermes,,,,,,,,,,,.
Puits dit Schwenkelbrunne (pompe à eau et auge).
- Monument aux morts[56] : Conflits commémorés : Guerres 1914-1918 - 1939-1945.

Tombe du sergent Jean Kalwak du 153e régiment d'infanterie tombé au champ d’honneur en Algérie à Souk Ahras, en novembre 1958.

### Personnalités liées à la commune
- Sylvie Reff, écrivaine et poétesse, auteure de 15 ouvrages : romans, poésie, anthologies, pièces de théâtre, traduite en huit langues. Auteur-compositeur-interprète : 500 concerts dans toute l’Europe.
- André Maurois, écrivain français, dont la famille paternelle est originaire de Ringendorf[58].
- Simone Weil Lipman (1920-2011), une assistante sociale juive française qui durant la Seconde Guerre mondiale travaille avec l'Oeuvre de secours aux enfants (OSE) et fait partie du Réseau Garel, pour sauver des enfants juifs. particulièrement au camp de Rivesaltes

### Héraldique
| Blason de Ringendorf | Blason  | D'azur au buste de Saint Barthélemy auréolé d'or, tenant de sa dextre un couteau du même en barre, mouvant de la pointe. |
| Blason de Ringendorf | Détails | Inspiré des armes attribuées par Charles d'Hozier à la fin du XVIIe siècle.                                              |